# NEL (Pipeline)
Koordinaten: 52° 37′ 7,7″ N, 8° 29′ 46,7″ O

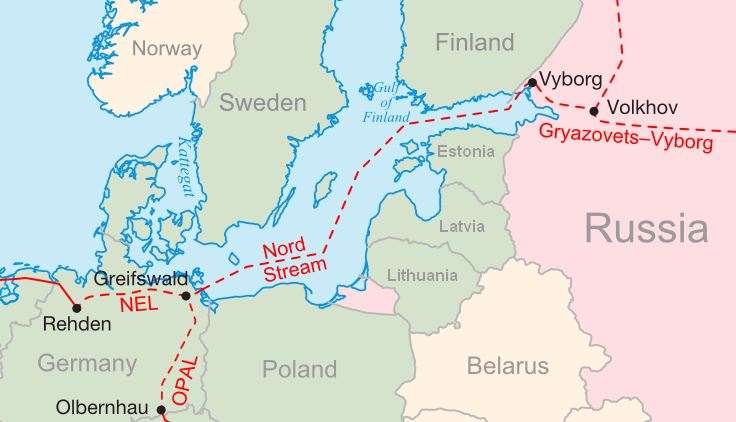
NEL Pipeline

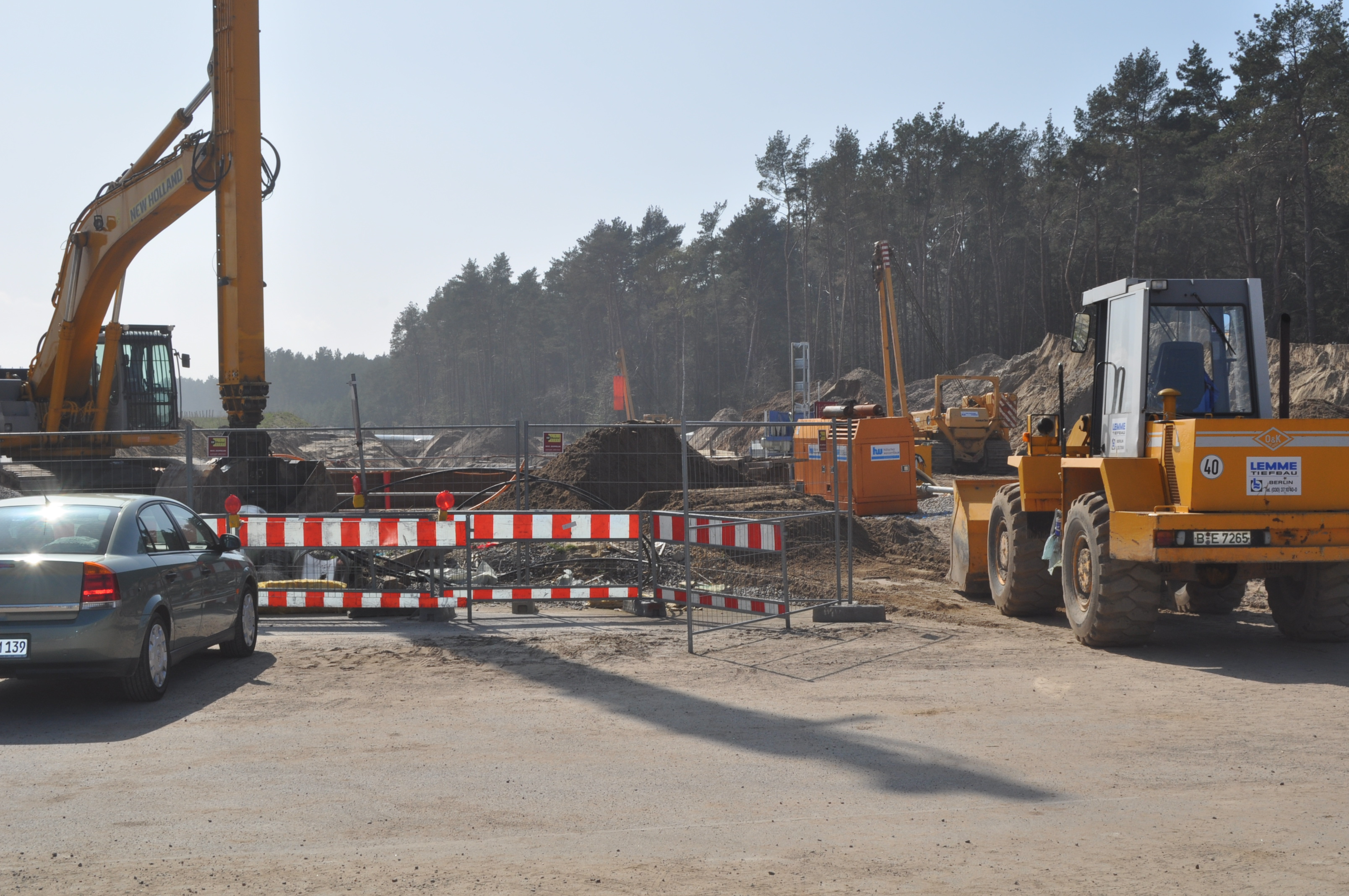
Startpunkt von OPAL und NEL bei Lubmin

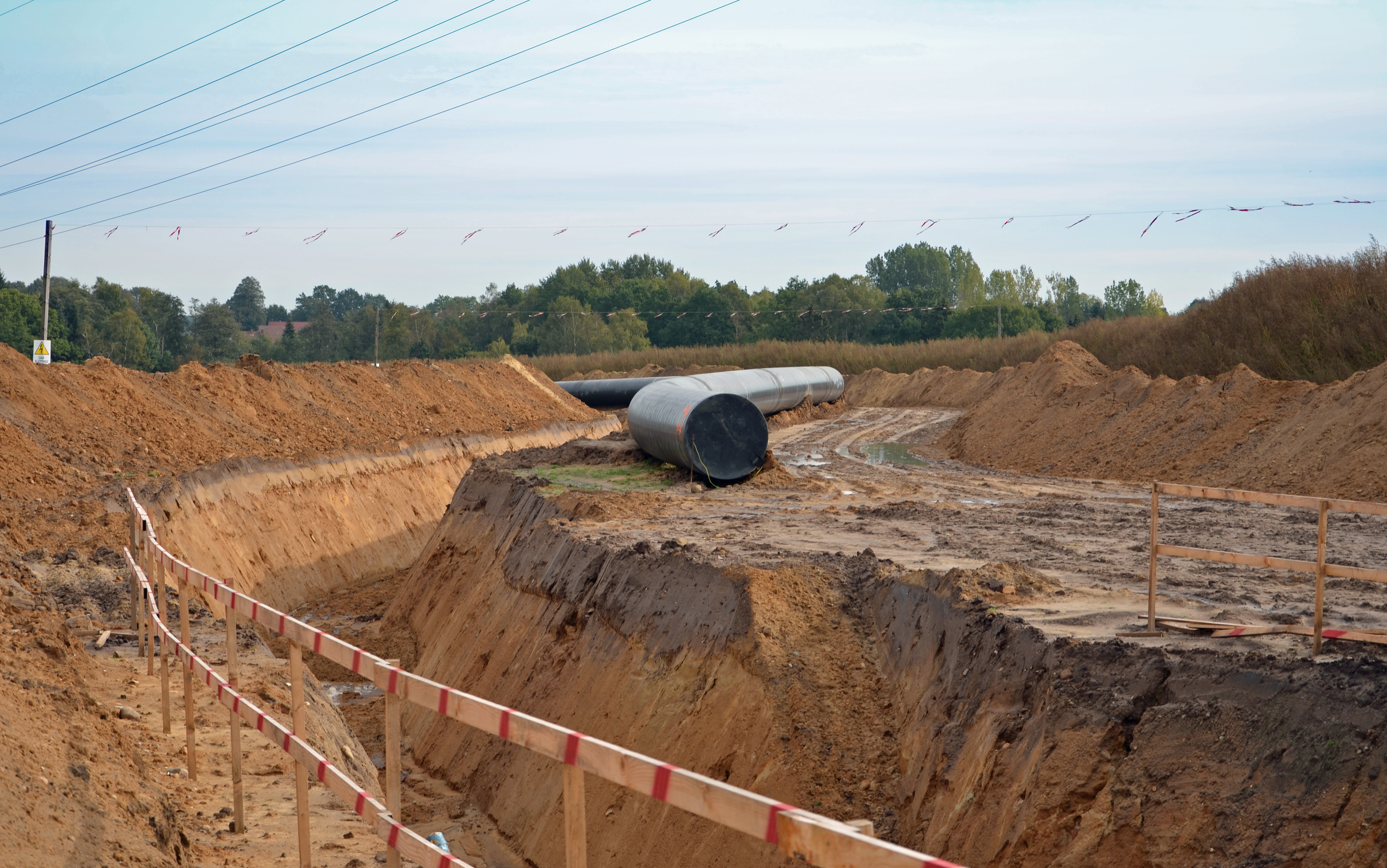
Pipelinerohr, zur Verlegung in den Rohrgraben vorbereitet, im Raum Bassum

Verlegung der Pipeline südlich von Schwerin

Die NEL, kurz für Nordeuropäische Erdgasleitung (vorher Norddeutsche Erdgasleitung), ist eine Erdgas-Pipeline, die über 440 Kilometer von Lubmin an der Ostseeküste in Mecklenburg-Vorpommern bis nach Rehden in Niedersachsen führt. Die NEL-Leitung verbindet neben der nach Süden führenden OPAL-Leitung die Ostseepipeline Nord Stream an ihrem Anlandepunkt in Lubmin bei Greifswald mit dem bestehenden überregionalen Leitungssystem. Sie leitet Erdgas, das über die Nord-Stream-Pipeline aus den großen Erdgas-Lagerstätten in Russland direkt in den Norden Deutschlands strömt, wo es gelagert wird und dann oder unmittelbar über das überregionale Leitungssystem an Deutschland und eher westlich gelegene Staaten wie die Niederlande, Belgien und Frankreich sowie Großbritannien geleitet zu werden. In ihrem Streckenverlauf führt die NEL an Schwerin, Hamburg und Bremen vorbei.
Die Bauarbeiten zur Verlegung der Pipeline begannen im März 2011, nach nur 15 Monaten Bauzeit nahm sie wie geplant am 1. November 2012 den Betrieb auf, wobei das Gas wegen Anwohnerklagen in einem Bereich bei Stelle und Winsen (Luhe) zunächst mit geringerer Kapazität über eine Umleitung floss. Seit der kompletten kommerziellen Inbetriebnahme zum 1. November 2013 können jährlich mehr als 20 Milliarden Kubikmeter Erdgas durch die NEL in die deutsche Gasinfrastruktur strömen.

## Kennzahlen
Die Pipeline wurde mit durchschnittlich 18 Meter langen, 2,23 Zentimeter starken und 15 Tonnen schweren Rohren, die einen Durchmesser von 1,42 Metern haben, zusammengeschweißt und in einem Graben mit einem Meter Erdüberdeckung verlegt. Der Druck in der Erdgasleitung beträgt bis zu 100 bar; die jährliche Kapazität der Leitung beträgt mehr als 20 Milliarden Kubikmeter, was in etwa einem Fünftel des gesamtdeutschen Energiebedarfs entspricht.

## Betreiber und Gesellschafter
Die vorgesehenen Investitionen für das Leitungsprojekt betragen etwa eine Milliarde Euro. An der Pipeline sind die NEL Gastransport GmbH mit 51 %, die Gasunie Deutschland Transport Services GmbH mit 25,1 % und die Fluxys Deutschland GmbH mit 23,9 % beteiligt.
Die Betriebsführung der Leitung obliegt der NEL Gastransport GmbH. Sie arbeitet dabei mit der GASCADE Gastransport GmbH, der OPAL Gastransport GmbH & Co. KG sowie der Gasunie Deutschland GmbH zusammen.

## Verlauf
Die Trasse der NEL hat eine Gesamtlänge von 440 Kilometer, wobei 240 Kilometer durch Mecklenburg-Vorpommern und 200 Kilometer durch Niedersachsen führen. Die NEL verläuft vom Anlandungspunkt der Nord-Stream-Pipeline in Lubmin an Hamburg vorbei und endet auf halber Strecke zwischen Bremen und Osnabrück im nahe Diepholz gelegenen Rehden, wo das Erdgas gespeichert oder in das bestehende Erdgasleitungsnetz eingeleitet werden kann.

## Pipeline-Archäologie

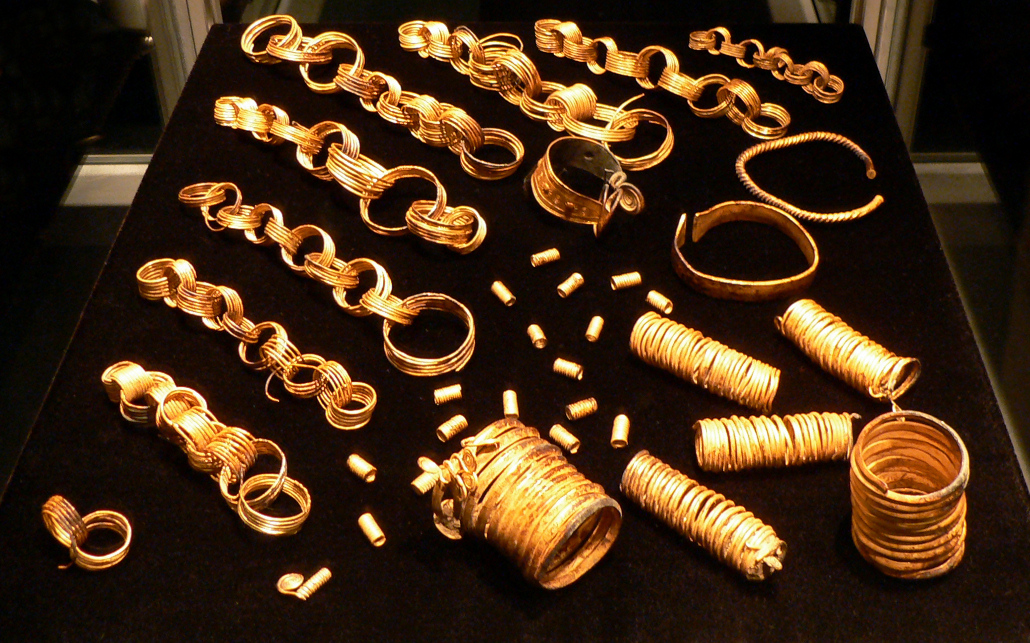
Der beim Bau entdeckte Goldhort von Gessel

In Niedersachsen wurde der etwa 200 Kilometer lange Trassenverlauf lückenlos archäologisch untersucht. Diese bodenkundliche Betreuung des Bauprojektes wurde nach dem Verursacherprinzip maßgeblich von den Betreibern der Pipeline finanziert. Die Koordination der archäologischen Maßnahmen mit bis zu 13 Grabungsteams und zeitweise über 100 Mitarbeitern nahm das Niedersächsische Landesamt für Denkmalpflege vor. Weit im zeitlichen Vorlauf der Bauarbeiten setzte ab Ende 2010 eine zehn Monate anhaltende, harte Prospektion ein. Das bedeutete einen sechs Meter breiten Suchschnitt auf einer Länge von 50 km im Bereich archäologischer Verdachtsflächen, und im Umfeld bereits bekannter Fundstellen. Die restlichen 150 km der Trasse begleiteten Archäologen und Grabungstechniker, indem sie auf 30 m Breite das Abziehen des Oberbodens durch einen Bagger der Baufirma beobachteten. Durch die systematische Suche auf dem Untersuchungsstreifen zeichnete sich ein deutliches Bild der mehrere Jahrtausende alten Kulturlandschaft ab. Archäologisch bedeutete der Pipelinebau ein Gewinn in mehrfacher Hinsicht:
- Neue Bodenfunde
- Repräsentativer Einblick in das archäologische Bodenarchiv Norddeutschlands
- Einschätzung des archäologischen Potentials in bestimmten Bereichen

Insgesamt bot die Pipeline-Verlegung eine archäologische Untersuchungsfläche von 7 km². Dabei handelte es sich um das größte Archäologieprojekt in Niedersachsen, das zu den größten Grabungsprojekten in Europa gehörte.
Die systematisch geführten archäologischen Untersuchungen auf der Pipelinetrasse führten in Niedersachsen bisher zu 134 Fundstellen mit rund 12.500 archäologischen Befunden, darunter etwa 100.000 Keramikscherben aus 12.000 Jahren Kulturgeschichte in Niedersachsen, von der Steinzeit bis zur Neuzeit. Nur etwa 10 Prozent der entdeckten archäologischen Fundstellen waren zuvor bekannt, obwohl Archäologen aufgrund langjähriger Erfahrungen von einer Quote von 25 Prozent ausgingen. Die bedeutendsten Funde aus dem Pipelinebau wurden in den Jahren 2013 und 2014 im Niedersächsischen Landesmuseum in Hannover präsentiert.
Unter den Funden befanden sich:
- Retuscheur aus Sandstein mit einer Gravur, die einen kopflosen Frauenkörper mit angedeuteten Beinen und Schambereich zeigt. Der etwa 5 cm × 7 cm große Stein wurde nahe Bierden bei Achim an einem Lagerplatz steinzeitlicher Jäger- sowie Sammlergruppen gefunden. Die Frauenfigur wurde als Venus von Bierden benannt. Die Entstehungszeit ist aufgrund dieser seltenen Fundart in Norddeutschland nicht eindeutig. Vermutet wird die Mittelsteinzeit, infrage könnten auch Federmesser-Gruppen aus dem Jungpaläolithikum kommen.

- Vier Grabstellen der Einzelgrabkultur aus der Jungsteinzeit bei Eydelstedt mit Grabbeigaben, darunter ein verzierter Keramiktopf und ein Tulpenbecher. Es handelte sich in drei Fällen ursprünglich um Hügelgräber, was sich anhand kreisförmiger Gräben erkennen ließ.

- Goldhort von Gessel als spektakulärster Fund im April 2011 bei Gessel. Er besteht aus 117 goldenen Schmuckstücken mit einem Gesamtgewicht von 1,8 kg, dessen jüngste Teile der mittleren Bronzezeit zugeordnet werden.[3]

- Siedlung der Spätbronzezeit bei Eydelstedt mit kleineren Wirtschaftsgebäuden zur Lagerung landwirtschaftlicher Produkte.

- Spätbronzezeitliche Grabstellen bei Heiligenloh, wobei sich zwei Gräber durch Grabeinfassung als Langbett darstellten. An der Fundstelle gab es zudem jüngere Siedlungsreste, wie Pfosten und Gruben, aus der römischen Kaiserzeit.

- Siedlung der vorrömischen Eisenzeit bei Barnstorf mit Gruben, Gräben, Feuerstellen und Pfostenlöcher früherer Gebäude. Auf einer etwa 8000 m² großen Fläche wurde über 600 archäologische Befunde festgestellt. Der Platz war anscheinend länger besiedelt, da sich Pfostenbauten überlagerten. Wirtschaftliche Grundlage der Siedlung waren, wegen entsprechender Funde, anscheinend Getreideanbau und -verarbeitung.

- Germanisches Gräberfeld mit Urnenbestattungen bei Gessel aus der Römischen Kaiserzeit des 2. und 3. Jahrhunderts am Rande einer früheren Siedlung. Es fanden sich im untersuchten Bereich 76 Bestattungen sowie rund 60 weitere Stellen mit Leichenbrandresten. Das Gräberfeld enthielt unter anderem ein römisches Bronzegefäß (Hemmoorer Eimer) als Urne.[4][5]

- Germanische Uferrandsiedlung aus dem 2. und 3. Jahrhundert n. Chr. beim Eydelstedter Ortsteil Düste. Die Siedlungsstelle war durch einzelne Keramikfunde bei Drainagearbeiten im Jahre 1937 bereits bekannt. Die jetzt entdeckten Siedlungsreste, darunter tausende Keramikscherben und eine Fibel, lagen auf einer Geländeerhöhung nahe der Wagenfelder Aue an einem verlandeten Flussknie. Zwei gefundene Glasperlen aus dem römischen Imperium sind in aufwändiger Millefioretechnik gefertigt.[6]

- Germanisches Dorf bei Drentwede mit langschiffigen Wohnstallhäusern und Speicherbauten, Grubenhäusern, Gräberfeld sowie Rennöfen zur Verhüttung von Eisen

- Goldener Fingerring mit einer blauen Perle aus dem 4. bis 7. Jahrhundert, der bei Uphusen gefunden wurde

- Verschiedene mittelalterliche Dorfwüstungen und Wölbackerfluren

## NOWAL
Im Landkreis Diepholz wurde im Jahr 2017 die 27 km lange Nord-West-Anbindungsleitung (Nowal) für Ferngas vom Erdgasspeicher Rehden nach Drohne in Nordrhein-Westfalen gebaut. Die Rohre der Leitung sind 17,6 m lang, haben einen Innendurchmesser von 1 Meter und eine Wandstärke von 16 mm. Jedes Rohr wiegt 7,5 t.